# Tia Texada
Pour les articles homonymes, voir Texada.
Tia Texada, née le 14 décembre 1971 à Lake Charles, Louisiane (États-Unis) est une actrice américaine.

## Biographie

### Jeunesse
Tia Tucker est née le 14 décembre 1971 à Lake Charles, Louisiane (États-Unis).

### Famille
Elle est la fille de Val et Vickie Tucker et a un frère, Tom.

### Carrière
Enfant, elle s'investit dans le chant, la danse et la comédie. On peut d'ailleurs entendre sa voix dans la série Dawson puisqu'elle s'est occupée d'une partie de la bande originale de la série.
Elle s'est surtout fait connaître pour le rôle du sergent Marìtza Cruz dans la série New York 911.

## Filmographie

### Cinéma
- 1993 : Coming in Out of the Rain : Chrissy
- 1996 : Une nuit en enfer (From Dusk Till Dawn) : Danseuse au bar
- 1997 : Paulie, le perroquet qui parlait trop (Paulie) : Ruby / La voix de Lupe
- 1998 : La Dernière Preuve (Shadow of Doubt) : Conchita Perez
- 1998 : The Unknown Cyclist : Lola
- 1999 : Passé virtuel (The Thirteenth Floor) : La colocataire de Natasha
- 2000 : Nurse Betty : Rosa Hernandez
- 2000 : Piégé : Tika
- 2001 : Thirteen Conversations About One Thing de Jill Sprecher : Dorrie
- 2001 : Glitter : Roxanne
- 2002 : Crazy as Hell : Lupa
- 2002 : Phone Game (Phone Booth) : Asia, une des prostituées
- 2003 : Welcome to the Neighborhood : Stephanie
- 2004 : Spartan : le sergent Jacqueline Black
- 2005 : 5up 2down : Maria
- 2008 : Black Crescent Moon : Darla Rosepetal
- 2012 : The Amazing Spider-Man : Sheila, une des filles dans le métro
- 2014 : Finding Hope Now (en) : Mrs. Villanueva

### Télévision

#### Séries télévisées
- 1995 : Mike Land, détective (en) (Land's End) (1 épisode) : Corina
- 1995 : Les Sœurs Reed (1 épisode)
- 1996 : CBS Schoolbreak Special (1 épisode)
- 1996 : Surfers détectives (1 épisode)
- 1996 : Malibu Shores (10 épisodes) : Kacey Martinez
- 1996 : Urgences (saison 3, épisode 10) : Gloria Lopez
- 1997 : New York Police Blues (saison 4, épisode 17) : Wanda Diaz
- 1997 : Panique sur la voie express (Runaway Car)  : Lupe
- 1998 : Ask Harriet (1 épisode) : Maria Garcia
- 1998 : Fame L.A. (1 épisode) : Tasha
- 1998 : Brooklyn South (1 épisode) : Sylvia
- 1999 : Working (1 épisode) : Femme rebelle
- 2001 : Ginger (As Told by Ginger) (1 épisode) : Villageoise
- 2002 : Emma Brody (1 épisode) : Marissa
- 2002-2005 : New York 911 (56 épisodes) : Sergent Maritza Cruz
- 2006-2007 : The Unit - Commando d'élite (2 épisodes) : Mariana Ribera
- 2007 : Esprits criminels (saison 3, épisode 17) : Tina Lopez
- 2007 : Les Experts : Miami (saison 6, épisode 12) : Jane Duncroft
- 2008 : Tout le monde déteste Chris (saison 4, épisode 4) : Mme Rivera
- 2010 : Saving Grace (1 épisode)
- 2010 : Huge : Shay
- 2010 : Chuck (saison 4, épisode 4) : Hortencia Goya
- 2011 : US Marshals : Protection de témoins (saison 4, épisode 6) : Evita
- 2014 : Turbo FAST (1 épisode) : Simone
- 2017 : Stitchers (saison 3, épisode 3) : Docteur Sophia Torres

#### Téléfilms
- 2001 : Le Journal intime d'un homme marié : Missy's Roommate
- 2006 : The Line-Up : Angel Peraza
- 2021 : Prête à tout pour une famille parfaite (Killer Cheer Mom) de Randy Carter : Détective Sanchez

### Doublage
- 1999 - 2000 : La famille Delajungle (2 épisodes) : voix de Santusa
- 2000 : Batman, la relève (1 épisode) : voix de Trina
- 2000 - 2004 : Static Choc (9 épisodes) : diverses voix
- 2005 : True Crime : New York City (jeu vidéo)
- 2008 : Speed Racer (jeu vidéo) : voix de Denise Mobile
- 2009 : Manny et ses outils (1 épisode) : voix de Madame Alvarez
- 2010 : Firebreather (téléfilm) : voix d'Isabel
- 2011 : Ben 10 (2 épisodes) : voix de Elena Validus
- 2013 : Lightning Returns: Final Fantasy XIII (Raitoningu ritânzu: Fainaru fantajî XIII) (jeu vidéo) : voix aditionnelles